# Thomas Davis (Dichter)

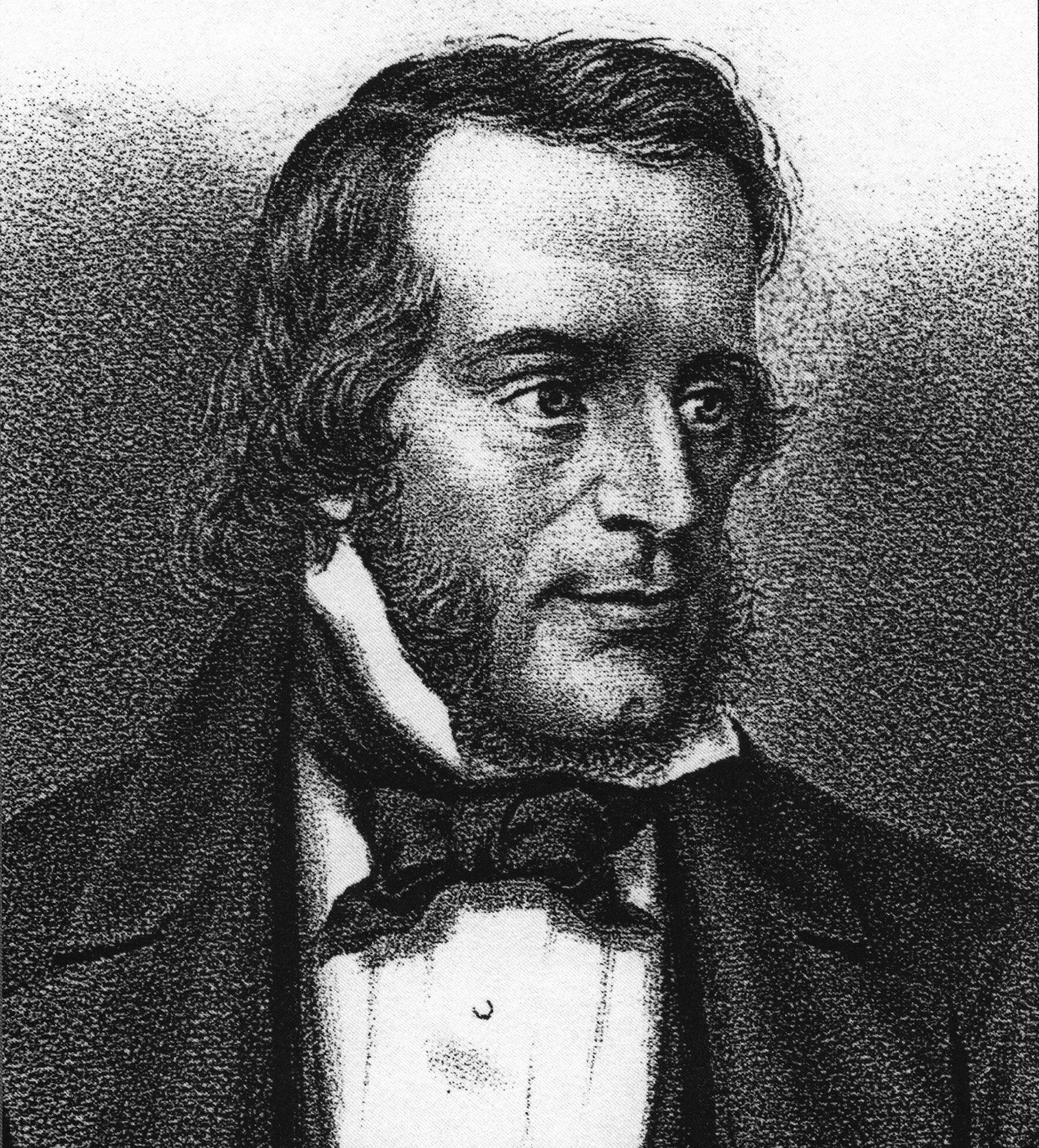
Thomas Davis

Thomas Osborne Davis (irisch Tomás Dáibhis; * 14. Oktober 1814 in Mallow; † 16. September 1845 in Dublin) war ein irischer Dichter und einer der führenden Köpfe der Bewegung Junges Irland.

## Leben

### Kindheit und Studium
Thomas Davis wurde in Mallow, Co. Cork, als Sohn eines walisischen Militärarztes geboren, der in der Royal Artillery diente und einen Monat nach Thomas Davis’ Geburt starb. Seine Mutter war Irin. Nach dem Tod des Vaters zog die Familie nach Dublin, wo Davis von 1830 an bis zu seinem Tod in der Lower Baggot Street wohnte. 1836 machte Thomas Davis am Trinity College Dublin seinen Universitätsabschluss der Rechtswissenschaften und bekam 1838 seine Zulassung als Anwalt.

### Die WochenzeitungThe Nation
Thomas Davis trat 1840 in die von Daniel O’Connell gegründete National Repeal Association ein, die es sich zum Ziel gesetzt hatte, den Union Act von 1800 aufzulösen, der Irland zum Teil des Vereinigten Königreichs von Großbritannien gemacht hatte. Stattdessen sollte Irland wieder zu einem selbstständigen Königreich mit einem eigenen Parlament werden. 1841 machten Davis und sein Studienkamerad John Blake Dillon, ebenfalls ein Anwalt, die Bekanntschaft von Charles Gavan Duffy, der ihre aufkeimende Begeisterung für die Unabhängigkeit der irischen Nation teilte. Davis war Protestant, Dillon und Duffy waren römisch-katholisch. Mit Duffy als Herausgeber gründeten sie die Wochenzeitung The Nation. Sie erschien am 15. Oktober 1842 zum ersten Mal, mit dem Untertitel: Educate that you may be free (Bilde dich, auf dass du frei wirst). Die Auflage erreichte bald 250.000, und übertraf damit jede andere Dubliner Zeitung.

### Das Junge Irland und der Bruch mit O’Connell
Davis begann ergreifende patriotische Texte zu schreiben, wie die noch heute in der irischen Folklore populären Balladen The West’s Asleep und A Nation Once Again. Die Zeitung veröffentlichte 1843 auch die Ballade von John Kells Ingram Who fears to speak of ’98, die der Toten des Aufstandes von 1798 gedachte. So nahmen die Young Irelanders um Thomas Davis auch das republikanische Gedankengut der United Irishmen auf, die sich damit mehr und mehr von Daniel O’Connell distanzierten. Der wesentliche Bruch zwischen O’Connell und Davis bestand darin, dass für O’Connell die Katholikenemanzipation im Vordergrund stand, während Thomas Davis für ein irisches Nationalgefühl unabhängig von Religion oder Herkunft eintrat. Davis beschwor die Einheit zwischen Katholiken und Protestanten ebenso wie die Einheit der Iren mit keltischen, angelsächsischen oder normannischen Wurzeln. Ire zu sein war für ihn keine Frage der Abstammung, sondern des Willens, Teil der irischen Nation zu sein.
Thomas Davis starb mit nur 30 Jahren an Scharlach. Er liegt auf dem Mount Jerome Cemetery in Dublin begraben.